# Alberto Fernández de Rosa
Alberto Fernández de Rosa (Buenos Aires, 1944. április 25. –) argentin színész.
Felesége Cristina Banegas. A házasságból egy gyerek született.

## Karrier
Már gyerekkorában elkezdett színészkedni. 11 éves korában egy Luisa Vehil által megírt színdarabban játszott a Liceo színházban. Fiatalkorában sok tininek volt a példaképe.
1962-től 1989-ig 23 filmben, 2 rövidfilmben és 10 sorozatban szerepelt pár rész erejéig. Ezt követően több filmben és sorozatban is feltűnt.
Az 1991-es év hatalmas ugródeszka volt a színészi karrierjének, hiszen 1994-ig a Grande Pá! sorozatban 182 rész erejéig alakította Teót. 1995-ben a Chiquititas sorozatban kapott szerepet, ahol 1998-ig játszotta Saveriót 312 részen keresztül.
Magyarországon a Violetta című sorozatnak köszönhetően vált ismertté, ahol 2012-től 2014-ig szerepelt mint Antonio. 2015-ben szerepet kapott az Isten áldjon, Esperanza! című sorozatban, ahol több részen keresztül alakította a püspököt.

## Filmográfia (válogatás)
- 1962: El secreto de Mónica
- 1962: El televisor
- 1962: La familia Falcón
- 1964: Anita de Montemar
- 1964: Apasionada
- 1965: El castigador
- 1965: El ídolo
- 1966: Buenos aires, verano de * 1912
- 1966: Perfecta
- 1968: La pulpera de Santa Lucía
- 1968: La querella
- 1969: El médico y el curandero
- 1969: Los debutantes en el amor
- 1969: Su primer encuentro
- 1971: Nino, las cosas simples de la vida
- 1972: Destino de un capricho
- 1974: Crimen en el hotel alojamiento
- 1975: La guerra del cerdo
- 1975: Las sorpresas
- 1976: Juan que reía
- 1983–1984: Mesa de noticias
- 1985: Flores robadas en los jardines de Quilimes
- 1986: Brigada explosiva contra los ninjas
- 1986: Brigada explosiva
- 1986: Los amores de Laurita
- 1986: Los bañeros más locos del mundo
- 1986: Los insomnes
- 1987: Los matamonstruos en la mansión del terror
- 1988: Los pilotos más locos del mundo
- 1991–1994: Grande Pa!
- 1995–1998: Chiquititas
- 1997: 24 horas
- 1999: La mujer del presidente
- 2001: Poné a Francella
- 2001: Te besaré mañana
- 2002: Una piedra en mi zapato
- 2004: Los Roldán
- 2006: Alma pirata
- 2006: Vientos de agua
- 2007: Televisión por la identidad
- 2011: Los únicos
- 2011–2014: Violetta
- 2014: Guapas